# اشلند (دلاویر)
اشلند (به انگلیسی: Ashland) یک منطقهٔ مسکونی در ایالات متحده آمریکا است که در دلاور واقع شده‌است. اشلند ۴۷٫۸۵ متر بالاتر از سطح دریا واقع شده‌است.